# Des diables et des saints
Des diables et des saints est un roman de Jean-Baptiste Andrea paru le 14 janvier 2021 aux éditions de l'Iconoclaste et ayant reçu la même année le grand prix RTL-Lire.

## Historique
Le roman reçoit le 15 mars 2021, le grand prix RTL-Lire,.

## Résumé
Joseph est un vieil homme qui joue extrêmement bien du piano. Au lieu de faire profiter son talent exceptionnel au monde entier, il joue dans des gares au milieu des voyageurs indifférents. Il attend quelqu'un...
Tout commence lorsqu'il a 16 ans. Orphelin, il est envoyé dans un pensionnat religieux, "Les Confins". Une aventure sombre commence alors... On y trouve des diables et des saints. Et une rose.

## Éditions
- Éditions de l'Iconoclaste, 2021  (ISBN 978-2378801748)[3].